# Jeísa Chiminazzo
Jeísa Chiminazzo est un mannequin brésilien, résidant maintenant à New York.
Née le 12 avril 1985 à Muçum, Rio Grande do Sul, Jeisa grandi au Brésil, élevée par ses parents, Ernani et Ivone d'origine italienne et allemande. Elle a deux sœurs, Grace et Jessica.
Jeisa a été découverte en 1998, à l'âge de 13 ans, par un acteur brésilien. Elle a été rapidement sur les couvertures de magazines brésiliens et en 1999, elle apparaît dans les éditions italiennes des magazines ELLE et Marie Claire.